# Hîncești
Hîncești is een gemeente - met stadstitel - en de hoofdplaats van de Moldavische bestuurlijke eenheid (unitate administrativ-teritorială) Hîncești.
De gemeente telt 16.900 inwoners (01-01-2012). Met FC Petrocub Hîncești beschikt de gemeente over één professionele voetbalclub.